# 911 Is a Joke
911 Is a Joke è un brano musicale del gruppo rap Public Enemy, incluso nell'album Fear of a Black Planet e pubblicato come singolo nell'aprile 1990.

## Il brano
La canzone fu scritta da Flavor Flav e prodotta da Keith Shocklee ed Eric "Vietnam" Sadler; ed è interpretata sul disco dal solo Flav. Negli Stati Uniti il singolo raggiunse la posizione numero 15 nella classifica Hot R&B/Hip-Hop Singles & Tracks, e la numero 1 nella Hot Rap Singles, diventando il secondo numero 1 della band nella classifica rap dopo Fight the Power. Le vendite del singolo, insolitamente alte rispetto alla rotazione radiofonica limitata della quale il brano aveva goduto; fecero riportare a Billboard come solamente una delle stazioni della sua lista delle Top 40 stazioni radiofoniche statunitensi, stesse trasmettendo il singolo regolarmente nella sua programmazione.
Il testo della traccia è una denuncia dell'inefficienza del numero di pronto intervento americano (quando a chiamarlo è un nero bisognoso d'aiuto), facendo riferimento specificamente alla scarsa risposta da parte dei paramedici e non della polizia, come erroneamente si pensa riguardo alla canzone;
poiché il "911" menzionato nel titolo è il 9-1-1, numero telefonico del pronto soccorso in Nord America.

### Campionamenti
Tra i campionamenti presenti in 911 Is a Joke ci sono la risata diabolica di Vincent Price in Thriller di Michael Jackson, Flash Light dei Parliament, Misunderstood di Mico Wave, Think (About It) di Lyn Collins, Gottago Gottago! di Robin Harris, Devil With the Bust dei Sound Experience, Feel Like Dancing di Wilbur "Bad" Bascomb, e Hit by a Car e Singers di Eddie Murphy. Secondo i professori di legge Peter DiCola e Kembrew McLeod, se i campioni usati in 911 Is a Joke e nelle altre tracce di Fear of a Black Planet fossero stati autorizzati per il copyright secondo le tariffe del 2010, ogni copia dell'album avrebbe generato una perdita di cinque dollari per ogni album venduto, invece di un profitto.

## Classifiche
| Classifica (1990)                                 | Posizione |
| ------------------------------------------------- | --------- |
| Australia (ARIA)                                  | 64        |
| Paesi Bassi (Single Top 100)                      | 71        |
| Nuova Zelanda (The Official NZ Music Charts)      | 22        |
| Svizzera (Swiss Hitparade)                        | 25        |
| UK Singles Chart                                  | 41        |
| U.S. Billboard Bubbling Under Hot 100             | 1         |
| U.S. Billboard Hot Rap Singles                    | 1         |
| U.S. Billboard Hot R&B/Hip-Hop Songs              | 15        |
| U.S. Billboard Hot Dance Music/Maxi-Singles Sales | 26        |

## Cover e riferimenti in altri media
- I Faith No More riproposero un frammento della canzone durante alcuni concerti nel 1990.[13]
- Nell'ottobre 1994 la canzone fu messa in evidenza nella scena di apertura di Tasha, una delle prime puntate della serie televisiva poliziesca New York Undercover.[14]
- Nel 1995 i Duran Duran reinterpretarono 911 Is a Joke nel loro album di cover Thank You.[15]
- Nel 2009 il The Washington Post pubblicò un articolo sulla visita dei Public Enemy a un centro per senzatetto e giovani scappati di casa.[16] Nell'articolo veniva menzionata la canzone 911 Is a Joke, ma a causa di un refuso di stampa,[17] il numero "911" fu scritto "9/11", che alcuni lettori[18] interpretarono come un riferimento irrispettoso agli attentati dell'11 settembre 2001. Una settimana dopo, il Post stampò la rettifica dell'errore.[6]